# Soggetto cavato
Soggetto cavato (italienisch) ist eine von dem französischen Renaissancekomponisten Josquin des Prez entwickelte Kompositionstechnik, die später von dem Musiktheoretiker Zarlino in seinen Le istitutioni harmoniche von 1558 soggetto cavato dalle parole – wörtlich „Thema aus den Wörtern geholt“ - genannt wurde. Die Technik basiert auf der Verwendung der Solmisationssilben ut, re, mi, fa, sol, la des Guido von Arezzo, mit denen Tonhöhen bezeichnet werden. Josquin verband die Vokale der Solmisationssilben mit den Vokalen des Textes, den er vertonte. Im Fall der Missa Hercules dux Ferrariae vertonte er die Worte „Hercules Dux Ferrarae“; jeder der Vokale dieser drei Worte ist mit der entsprechenden Solmisationssilbe verbunden, die Silben bestimmen dann die Tonhöhe:
Her - re
cu - ut
les - re
Dux - ut
Fer - re
ra - fa
ri - mi
ae - re
ergibt die Tonfolge re - ut - re - ut - re - fa - mi - re.
Nachdem das Soggetto cavato aus dem Text abgeleitet war, verwendete der Komponist es als Cantus firmus für sein Werk. Die Missa Hercules dux Ferrariae ist das erste und bekannteste Beispiel eines Soggetto cavato. Josquin schrieb weitere, so ein weltliches Stück, in dem er den Satz „Vive le roy“ (Es lebe der König, ut, mi, ut,  re, re, sol, mi – die Silbe ut für den Buchstaben v verwendet) vertont. Seine Missa La sol fa re mi verwendet ein Soggetto cavato mit einer verbundenen Geschichte: Es scheint, dass Josquins Dienstherr, Kardinal Ascanio Sforza, als er vorübergehend in finanziellen Nöten war, die Bitte des Komponisten um Bezahlung mit einem versichernden “Lascia fare a me” (Überlass es mir) abtat. Daraufhin übersetzte Josquins Freund, der Dichter Serafino d’Aquila, die Bemerkung in ihr musikalisches Äquivalent und baute dies in ein Sonett ein, das er an den Komponisten schickte. Eines von Josquins durchkomponierten Chansons, „Mi lares vous“, nutzt die ersten drei Silben mi, la, re in vier der fünf Stimmen. Und schließlich verwendet seine Motette Illibata Dei virgo den Namen Maria in einem Gedicht auf die Jungfrau (Thema la mi la).
Die Soggetto-cavato-Technik wurde von anderen Komponisten aus ähnlichen Gründen eingesetzt. Herzog Ercole II. (latinisiert Hercules) von Ferrara wurden fünf solche Messen gewidmet, zwei von Cipriano de Rore, eine von Lupus, eine von Maitre Jan und eine von Jaquet von Mantua. Die Stücke sind ausnahmslos von Josquins Messe inspiriert. Dasjenige von Jaquet zitiert Josquin mehrfach und ist gleich aufgebaut wie dessen Stück. Jaquet schrieb eine weitere Messe, Missa Ferdinandus dux Calabriae, die ebenfalls auf einem Soggetto cavato aufbaut.
Auch Lupus schrieb eine weitere Messe mit einem Soggetto cavato, Kaiser Karl V. gewidmet, Missa Carolus Imperator Romanorum Quintus.
Nur wenige andere Komponisten, die nicht ihre eigene „Hercules-Messe“ schrieben, verwendeten die Idee des Soggetto cavato. Vaet schrieb ein Werk über Stat felix domus Austriae und widmete es Kaiser Ferdinand von Österreich. Adrian Willaert benutzte ein Soggetto cavato in zwei Motetten für Herzog  Francesco II. Sforza von Mailand. Eine von Willaerts Messen ohne Titel ist möglicherweise ebenfalls auf einem Soggetto cavato aufgebaut.
Mit der strikten Cantus-firmus-Komposition geriet auch die Soggetto-cavato-Technik außer Gebrauch. Ein ähnliches Verfahren setzten Komponisten ab dem Barockzeitalter ein, indem sie Eigennamen in Tonbuchstaben „übersetzten“ und aus diesen musikalische Motive bildeten; das bekannteste Beispiel ist B-A-C-H.